# 7-я Македонская ударная бригада
7-я Македонская Битольско-Преспанская ударная бригада (сербохорв. Sedma makedonska udarna brigada / Седма македонска ударна бригада, макед. Седма македонска ударна бригада) — воинское формирование Народно-освободительной армии Югославии, участвовавшее в войне против немецких захватчиков на территории Македонии. Бригада состояла в 49-й македонской дивизии НОАЮ.

## История
Образована 22 августа 1944 в селе Певкотон (ныне Зборско) на горе Кожуф. В состав бригады вошли батальон имени Стива Наумова и добровольцы из окрестностей Битолы, которые действовали в окрестностях Тиквеша, Кожуфа, в составе 2-й Македонской бригады как 3-й Битольский батальон. Изначально насчитывала 400 человек (три батальона), в конце сентября уже было 2100 человек в составе бригады. Руководили бригадой Васко Карангелески (командир) и Петар Божиновски (политрук).
10 октября бригада вошла в состав 49-й Македонской дивизии. После формирования отправилась к Битоле, по пути разоружила несколько пограничных частей болгарских войск близ Каймакчалана. До 9 сентября вела бои с болгарами близ Преспы, Сир-Хана, Покрвеника, Шурленаца, Стене, Подмочана и захватила огромное количество вооружения и припасов. До конца октября нападала на немецкие части на дороге Битола-Ресан. 2 ноября 1944, после того, как 41-я и 49-я дивизии освободили Прилеп, бригада атаковала между сёлами Тополчан и Загоран немецкие силы, которые пытались прорваться из Битолы к Приелпу. Близ села Лознана была уничтожена транспортная колонна с вооружением и припасами. 4 ноября бригада взяла Битолу, а с другими частями 15 ноября освободила Кичево.
Большая часть расформированной 15-й Македонской бригады вошла в состав 7-й бригады. После была расформирована и 49-я дивизия, и часть солдат из бригады ушла в Корпус народной обороны Югославии, а часть в 15-й армейский корпус. В состав 7-й бригады одновременно вошли солдаты 4-й албанской бригады. Вместе с силами 15-го корпуса бригада освобождала в конце войны Срем, Славонию и Козянску.

## Известные военнослужащие

### Командование
- Васко Карангелевский, командир (с 22 августа по 4 октября 1944)
- Васил Бошевский, командир (с 4 октября 1944); заместитель командира
- Пецо Гудевский, командир (с 24 сентября 1944); заместитель командира (с 22 августа до 24 сентября 1944)
- Борис Стояновский, заместитель командира (с 24 сентября 1944)
- Илия Илиевский, политрук (с 22 августа 1944 до середины октября 1944)
- Драги Тозия, политрук (с середины октября 1944)
- Петар Божиновский, заместитель политрука (с 22 августа 1944 до середины октября 1944)
- Димитр Кепев, заместитель политрука (с середины октября 1944)
- Александр Веляновский, начальник штаба (с 22 августа 1944 до 24 сентября 1944)
- Владо Стрезовский, начальник штаба (с 24 сентября 1944 до середины октября 1944)
- Альфонс Дерикочов, начальник штаба (с середины октября 1944)
- Мордо Нахмияс, командир батальона
- Эстрея Овадия, политрук батальона
- Бошко Станковский, молодёжный руководиптель

### Рядовые бойцы
- Фана Кочовская
- Кочо Палигора
- Йосиф Найденовский
- Янко Мариовский
- Христо Мицковский
- Борис Кочановский
- Павле Игновский
- Йован Лалев